# Kiskittogisu Lake
Kiskittogisu Lake är en sjö i Kanada.   Den ligger i provinsen Manitoba, i den sydöstra delen av landet, 1 900 km nordväst om huvudstaden Ottawa. Kiskittogisu Lake ligger 213 meter över havet. Arean är 172 kvadratkilometer. Den sträcker sig 33,2 kilometer i nord-sydlig riktning, och 26,6 kilometer i öst-västlig riktning.
I omgivningarna runt Kiskittogisu Lake växer i huvudsak blandskog. Trakten runt Kiskittogisu Lake är nära nog obefolkad, med mindre än två invånare per kvadratkilometer.